# ماريان أندرسون
ماريان أندرسون (بالإنجليزية: Marian Anderson) (27 فبراير عام1897 - 8 إبريل 1993) كانت كونترالتو أمريكية إفريقية وواحدة من أهم وأشهر المغنين في القرن العشرين. ويقول عنها الناقد الموسيقي آلان بليث (Alan Blyth) «كان صوتها غنيًا ورنّانًا ونابضًا بالحياة له جمال جوهري» قضت معظم حياتها الغنائية في أداء الحفلات والعروض الموسيقية على أكبر المسارح الموسيقية ومع أشهر الأوركسترا حول الولايات المتحدة وأوروبا وذلك بين عامي 1925 و 1965. وبالرغم من عرض الكثير من الأدوار التمثيلية عليها من قبل شركات اوبرا أوروبية هامة، الا أن أندرسون رفضت لعدم تدربها على التمثيل من قبل. وفضلت أداءها بالعروض والحفلات الموسيقية فقط. حتى أنها قامت بأداء عرض أوبرالي بدون موسيقى أو عروض وحفلات موسيقية. قامت أندرسون بالعديد من التسجيلات التي عكست أداءها المطلق الواسع والذاخر بكل شيء بدايةً من الحفلات الأدبية إلى أوبرا ليدا (lied) وإلى أغانٍ أمريكية تقليدية وحتى روحية.
أصبحت أندرسون شخصية متميزة في نضال الفنانين ذوي البشرة السوداء للتغلب على التمييز العنصري في الولايات المتحدة بمنتصف القرن العشرين. وفي عام 1939، قامت دي أيه آر (DAR) أو بنات الثورة الأمريكية برفض السماح لأندرسون بالغناء أمام الجمهور بالقاعة الدستورية. تلك الحادثة وضعت أندرسون في ضوء المجتمع الدولي وفي مستوى استثنائي بالنسبة للموسيقى الكلاسيكية. وبمساعدة السيدة الأولى إلينور روزفلت وزوجها فرانكلين دي. روزفلت قامت أندرسون بإذاعة عرض موسيقي مميز في الهواء المفتوح بـعيد الفصح (Easter) يوم الأحد التاسع من أبريل عام 1939 على خشبة أستوديو لينكولن ميموريال (Lincoln Memorial) في واشنطن، وقد غنّت أمام حشود من الجماهير تتعدى 75,000 وأُذيعت بالراديو للملايين. استمرت أندرسون بكسر حواجز السود من الفنانين بالولايات المتحدة، حين أصبحت أول شخص أسود أمريكي أو غيره يقوم بتقديم أوبرا متروبوليتان في 7 يناير عام 1955 بنيويورك، وكان أداؤها للمؤلف جوزيبي فيردي عن أغنية كرة الملثمين (Un ballo in maschera) هو أول مرة غنت فيها غناء أوبراليًا على المسرح حينها.
عملت أندرسون لسنواتٍ عديدة كممثل للـأمم المتحدة في لجنة حقوق الإنسان حيث كانت «سفيرة النوايا الحسنة» بوزارة الخاجية للولايات المتحدة تهب حفلاتها الموسيقية في جميع أنحاء العالم. في عام 1960 م شاركت في حركة الحقوق المدنية وفي عام 1963 غنّت في مسيرة واشنطن للأعمال والحرية (March on Washington for Jobs and Freedom). حصلت أندرسون على العديد من الجوائز والأوسمة، ففي عام 1963 مُنحت ميدالية الحرية الرئاسية (Presidential Medal of Freedom)، وفي عام 1978 جائزة مركز كينيدي (Kennedy Center Honors)، وفي عام 1986 وسام الفنون الوطني (National Medal of Arts)، وفي عام 1991 حصلت على جائزة الغرامي للإنجازات على طول العمر (Grammy Lifetime Achievement Award).

## وصلات خارجية
- ماريان أندرسون على موقع IMDb (الإنجليزية)
- ماريان أندرسون على موقع الموسوعة البريطانية (الإنجليزية)
- ماريان أندرسون على موقع مونزينجر (الألمانية)
- ماريان أندرسون على موقع ميوزك برينز (الإنجليزية)
- ماريان أندرسون على موقع إن إن دي بي (الإنجليزية)
- ماريان أندرسون على موقع أول ميوزيك (الإنجليزية)
- ماريان أندرسون على موقع ديسكوغز (الإنجليزية)
- ماريان أندرسون على موقع قاعدة بيانات الفيلم (الإنجليزية)
- International Jose Guillermo Carrillo Foundation
- Marian Anderson Historical Society, operates the Marian Anderson Museum and Birthplace in فيلادلفيا
- Discography at SonyBMG Masterworks
- Metropolitan Opera performances (MetOpera database)
- Lifetime Honors – National Medal of Arts
- الفيلم القصير Army-Navy Screen Magazine, No. 41 (Reel 2) (1944) متوفر للتحميل من موقع أرشيف الإنترنت [المزيد]